# Guðmundur góði Arason
Pour les articles homonymes, voir Arason.
Guðmundur góði Arason, orthographié également Gudhmundr Arason, dit le Bon (1161-16 mars 1237), est évêque de Hólar en Islande à partir de 1203. 
Il est ordonné prêtre en 1185, puis est élu évêque en 1201 et consacré en 1203. Il est partisan de la réforme ecclésiastique et notamment, à l'imitation de Thomas Becket, de l'immunité des prêtres face à la juridiction séculière. Il entre en conflit avec le goði Kolbeinn Tumason à l'occasion du procès d'un prêtre que l'évêque déclare être seul habilité à juger. L'affaire s'envenime et Kolbeinn est tué lors d'un combat à Víðines à l'automne 1208. Guðmundur est chassé de son siège et obligé de requérir l’aide de l’archevêque de Nidarós, puis est fait prisonnier à son retour par un notable rebelle. Il part une nouvelle fois en exil et ne peut se réinstaller en Islande. Il fonde une école et meurt en 1237, vieux et aveugle.

## Source
- Ring of Seasons: Iceland--Its Culture and History, par Terry G. Lacy Publié par University of Michigan Press, 2001  (ISBN 0-472-08661-8 et 978-0-472-08661-0)
- Saga Guðmundar Arasonar, Hólabiskups, eptir Arngrím ábóta. Dans: Guðbrandur Vigfússon, Jón Sigurðsson, Þorvaldur Bjarnarson et Eiríkur Jónsson *(eds.): Biskupa sögur, gefnar út af hinu íslenzka bókmenntafélagi. Annat bindi. Kaupmannahöfn: í prentsmiðju S. L. Möllers, 1878. Pp.1-220.
- Guðmundar biskups saga hin elzta. Dans: Biskupa Sögur gefnar út af hinzu íslenzka bókmenntafélagi. Fyrsta bindi. Kaupmannahöfn: í prenstsmiðju S. L. Möllers, 1858. Pp. 405-558. Viðbætir: I. Brot úr miðsögu Guðmundar: 559-618; II: Arons saga Hjörleifssonar: 619-638. III: Rafns saga Sveinbjarnarsonar: 639-676. Version online Google books